# روباه تئومسیان
روباه تئومسیان (به یونانی: Αλωπεξ Τευμησιος) در اساطیر یونانی، روباهی غول‌پیکر که به عنوان یکی از فرزندان اکیدنا به شمار می‌رفت. این روباه توسط ایزدان برای مجازات به شهر تبس فرستاده شد و سرنوشت او طوری تعیین شده بود که هرگز گرفته نشود. کرئون پادشاه تبس، برای خلاص شدن از دست این روباه، با آمفیتروئون توافقی کرد. کرئون درخواست کرد اگر آن‌ها را از شر روباه خلاص کند، به او در لشگرکشی به جزیره تافیان کمک خواهد کرد. چنین شد که آمفیتروئون راهی مأموریتی غیرممکن شد چون گرفتن روباه کاری غیرممکن بود. اما این قهرمان راهی برای حل این مسئله پیدا کرد و آن استفاده از سگ جادویی لائلاپس بود. سگی که سرنوشتش طوری در نظر گرفته شده بود که همیشه طعمه خود را شکار کند. زئوس که از سرنوشت متناقض این دو موجود سردرگم شده بود، هر دوی آن‌ها را به سنگ تبدیل کرد یا در نسخه‌های دیگر زئوس آن‌ها را در میان ستاره‌ها به عنوان صورت فلکی سگ بزرگ (لائلاپس) و سگ کوچک یا لپوس (روباه) قرار داد.